# Aster yoshinaganus
Aster yoshinaganus là một loài thực vật có hoa trong họ Cúc. Loài này được (Kitam.) Mot.Ito & Soejima mô tả khoa học đầu tiên năm 1995.